# Lijst van voetbalinterlands Guinee-Bissau - Sao Tomé en Principe
Deze lijst van voetbalinterlands is een overzicht van alle officiële voetbalwedstrijden tussen de nationale teams van Guinee-Bissau en Sao Tomé en Principe. De Afrikaanse landen speelden tot op heden vijf keer tegen elkaar. De eerste ontmoeting, een vriendschappelijke wedstrijd, werd gespeeld in Sao Tomé op 25 juli 1987. Het laatste duel, een kwalificatiewedstrijd voor het Afrika Cup 2023, vond plaats op 14 juni 2023 in Bissau.

## Wedstrijden
| № | Plaats   | Datum             | Competitie                   | Wedstrijd                            | Uitslag |
| - | -------- | ----------------- | ---------------------------- | ------------------------------------ | ------- |
| 1 | Sao Tomé | 25 juli 1987      | Vriendschappelijk            | Sao Tomé en Principe − Guinee-Bissau | 0 − 2   |
| 2 | Sao Tomé | 4 september 2019  | WK 2022 kwalificatie         | Sao Tomé en Principe − Guinee-Bissau | 0 − 1   |
| 3 | Bissau   | 10 september 2019 | WK 2022 kwalificatie         | Guinee-Bissau − Sao Tomé en Principe | 2 − 1   |
| 4 | Agadir   | 9 juni 2022       | Afrika Cup 2023 kwalificatie | Guinee-Bissau − Sao Tomé en Principe | 5 − 1   |
| 5 | Bissau   | 14 juni 2023      | Afrika Cup 2023 kwalificatie | Guinee-Bissau − Sao Tomé en Principe | 0 − 1   |

## Samenvatting
| Competitie              | Totaal gespeeld | Winst Guinee-Bissau | Gelijk | Winst Sao Tomé en Principe | Doelsaldo Guinee-Bissau – Sao Tomé en Principe |
| ----------------------- | --------------- | ------------------- | ------ | -------------------------- | ---------------------------------------------- |
| WK-kwalificatie         | 2               | 2                   | 0      | 0                          | 3 − 1                                          |
| Afrika Cup-kwalificatie | 2               | 2                   | 0      | 0                          | 6 − 1                                          |
| Vriendschappelijk       | 1               | 1                   | 0      | 0                          | 2 − 0                                          |
| Totaal                  | 5               | 5                   | 0      | 0                          | 11 − 2                                         |

FFGB · 
Guinee-Bissaus vrouwenelftal
Interlands
Tegenstander:
Algerije ·
Angola ·
Benin ·
Botswana ·
Burkina Faso ·
Centraal-Afrikaanse Republiek ·
Congo-Brazzaville ·
Djibouti ·
Egypte ·
Equatoriaal-Guinea ·
Ethiopië ·
Gabon ·
Gambia ·
Ghana ·
Guinee ·
Ivoorkust ·
Kaapverdië ·
Kameroen ·
Kenia ·
Liberia ·
Mali ·
Marokko ·
Mauritanië ·
Mozambique ·
Namibië ·
Nigeria ·
Oeganda ·
Sao Tomé en Principe ·
Senegal ·
Sierra Leone ·
Soedan ·
Swaziland ·
Togo ·
Zambia ·
Zuid-Afrika
FSF · 
Santomees vrouwenelftal
Interlands
Tegenstander:
Angola ·
Benin ·
Centraal-Afrikaanse Republiek ·
Congo-Brazzaville ·
Equatoriaal-Guinea ·
Ethiopië ·
Gabon ·
Ghana ·
Guinee-Bissau ·
Kaapverdië ·
Kameroen ·
Lesotho ·
Liberia ·
Libië ·
Madagaskar ·
Malawi ·
Marokko ·
Mauritius ·
Namibië ·
Nigeria ·
Oeganda ·
Sierra Leone ·
Soedan ·
Togo ·
Tsjaad ·
Tunesië ·
Zuid-Afrika ·
Zuid-Soedan